# Ericus Laurentii Brask
Ericus Laurentii Brask, född 1592 i Västerviks församling, död 24 november 1672 i Östra Tollstads församling, Östergötlands län, var en svensk präst.

## Biografi
Ericus Brask föddes 1592 i Västerviks församling. Han var son till kyrkoherden Laurentius Laurentii Brask. Brask blev 1614 student vid Uppsala universitet och prästvigdes 16 december 1625. Brask blev 1625 kollega vid Linköpings trivialskola och 1634 kyrkoherde i Östra Tollstads församling. Han var respondent vid prästmötet 1642 och blev 1658 kontraktsprost i Vifolka kontrakt. Brask avled 1672 i Östra Tollstads församling.
År 1664 blev han prost.

### Familj
Brask gifte sig första gången med en dotter till domkyrkosysslomannen Erik Gunnarsson i Linköpings församling. Brask gifte sig andra gången 1634 med Sara Pädersdotter. Hon var dotter till kyrkoherden Petrus Erici Wadstenensis i Östra Tollstads församling. Sara Pädersdotter var änka efter kyrkoherden Petrus Ingevaldi Tornevallius i Östra Tollstads församling. De fick tillsammans en dotter som gifte sig med kyrkoherden Elias Petri Fornelius i Gryts församling, Margaretha Brask som gifte sig med kyrkoherden Jonas Laurentii Lundius i Östra Tollstads församling, studenten Samuel Brask (född 1639) vid Uppsala universitet, Gabriel Brask, befallningsmannen Nils Eriksson Brask på Vistena, Allhelgona församling och Anna Brask (död 1695) som var gift med befallningsmannen Börje Månsson på Skärkulla, Normlösa församling.